# Bernard Berg
Bernard Peter Claus Berg (22 novembre 1871 – Davenport, 16 ottobre 1949) è stato un ginnasta e multiplista statunitense.

## Carriera
Berg partecipò ai Giochi olimpici di Saint Louis 1904 nelle gare di triathlon e ginnastica. Giunse ottavo nel concorso a squadre, novantottesimo nel concorso generale individuale, settantatreesimo nel triathlon e novantasettesimo nel concorso a tre eventi.